# Malvaglia
Malvaglia es una comuna suiza del cantón del Tesino, ubicada en el distrito de Blenio, círculo de Malvaglia. Limita al norte con las comunas de Blenio y Hinterrhein (GR), al este con Mesocco (GR) y Rossa (GR), al sur con Biasca, y al oeste con Semione, Ludiano y Acquarossa.